# Alan Bergman

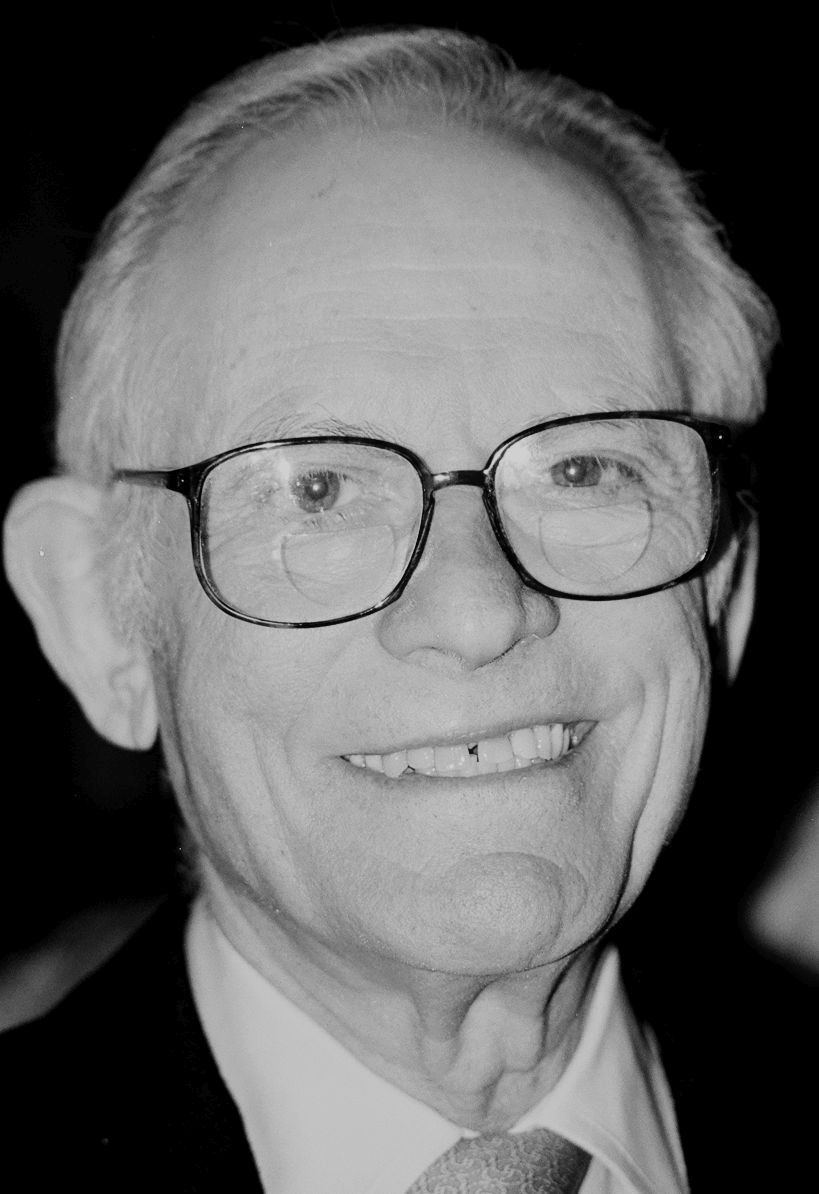
Alan Bergman (1996)

Alan Bergman (* 11. September 1925 in New York City; † 17. Juli 2025 in Los Angeles) war ein US-amerikanischer Liedtexter und -komponist sowie Sänger. Er arbeitete vornehmlich für Fernseh- und Filmproduktionen. Seine zusammen mit seiner Frau Marilyn geschriebenen Lieder wurden dreimal mit einem Oscar ausgezeichnet. Das Paar, das seit den 1960er-Jahren eine Arbeitsgemeinschaft bildete, konnte zudem zweimal den Golden Globe Award und dreimal den Emmy gewinnen und zahlreiche weitere Auszeichnungen für sich verbuchen.

## Biografie

### Anfänge
Bergman wurde 1925 als Sohn jüdischer Eltern in Brooklyn geboren. 1948 machte er den Bachelor of Arts an der University of North Carolina at Chapel Hill und absolvierte ein Masterstudium an der University of California, Los Angeles (UCLA). Bergman durchlief zudem eine weitere Ausbildung an der Ethical Culture School in New York. Während der Zeit des Zweiten Weltkriegs diente er als Infanterist und inszenierte in dieser Zeit Sonderveranstaltungen, für die er auch die Nummern schrieb. 
Von 1945 bis 1953 inszenierte er Fernsehshows für CBS in Philadelphia. Johnny Mercer war es, der Bergman ermutigte, nach Los Angeles zu ziehen und als professioneller Liedtexter zu arbeiten. 1955 trat er der American Society of Composers, Authors and Publishers (ASCAP) bei und schrieb für Jo Stafford Produktionsnummern für Fernsehsonderschauen sowie Lieder für Fred Astaire und Marge sowie Gower Champion. Zudem schrieb er Lieder für Revuen und für Nachtclub-Programme.

### Wichtige Mitarbeiter
Zu Bergmans Bühnenmusiken zählen beispielsweise That’s Life (Los Angeles), Ice Capades of 1957 und Something More! (Broadway). Seine wichtigsten musikalischen Mitarbeiter waren neben seiner Frau Marilyn Michel Legrand, Marvin Hamlisch, Dave Grusin, Cy Coleman, Henry Mancini, Johnny Mandel, John Williams, Quincy Jones und  James Newton Howard. Ebenfalls dazu gehörten Lew Spence, Norman Luboff, Paul Weston, Sammy Fain, Alex North und Billy Goldenberg. Zusammen mit dem Komponisten Lew Spence schrieben Marilyn und Alan Bergman 1958 die Texte für Dean Martins Album Sleep Warm und 1960 den Titelsong für Frank Sinatras Album Nice’n’Easy.

### Erste Film- und weitere Arbeiten
1961 schrieben die Bergmans ihren ersten Text für einen Titelsong für einen Film, und zwar für das Filmdrama The Right Approach. Spence lieferte die Musik. 1964 schrieben Alan und Marilyn Bergman Texte für ihr erstes Broadway-Musical Something More! zur Musik von Sammy Fain. Zu den frühesten Arbeiten der Bergmans gehört auch das Thema zu der Literaturverfilmung In der Hitze der Nacht von 1967, das sie gemeinsam mit Quincy Jones verfassten, und das von Ray Charles gesungen wurde. Das Paar arbeitete 1982 erneut mit Jones zusammen, und zwar für Michael Jacksons Soundtrack-Album ET the Extra-Terrestrial, für das die Bergmans den Text für Someone In the Dark schrieben. Eine weitere Zusammenarbeit mit Jones stellte das Tributealbum von Ennio Morricone We All Love Ennio Morricone dar, für das sie den Text zu I Knew I Loved You geschrieben hatten, einem von Celine Dion gesungenen Lied.
Im Jahr darauf traf das Ehepaar erstmals auf Michel Legrand, mit dem zusammen sie das oscarprämierte Lied The Windmills of Your Mind für das Heist-Movie Thomas Crown ist nicht zu fassen schufen. Daraus erwuchs eine langjährige Zusammenarbeit. Das von Noel Harrison gesungene Stück war 1969 ein internationaler Hit. Das Bergman/Legrand-Team war auch verantwortlich für den Song What Are You Doing the Rest of Your Life?, der in dem Film Happy End für eine Ehe (1969) vorgestellt wurde, und für das Lied How Do You Keep The Music Playing für die Filmkomödie Zwei dicke Freunde (1982) sowie den von Barbra Streisand im Film Yentl (1983) gesungenen Song The Way He Makes Me Feel. Für den Soundtrack des Films wurde das Trio mit einem Oscar belohnt. 
Streisand war es auch, die bereits 1973 den Song The Way We Were aus dem Liebesfilm So wie wir waren, eines der berühmtesten Lieder der Bergmans, gesungen hatte, das ebenfalls mit einem Oscar ausgezeichnet worden war. Die Musik für diese sehnsüchtige Ballade wurde von Marvin Hamlisch komponiert und von Gladys Knight mit einer epischen Soul-Note versehen. Das vorgenannte Team schuf auch das Lied The Last Time I Felt Like This’ für den Liebesfilm Nächstes Jahr, selbe Zeit (1978) und den Titel The Girl Who Used to Be Me für den Film Shirley Valentine – Auf Wiedersehen, mein lieber Mann (Shirley Valentine, 1990). 1995 entstand der für einen Oscar, einen Golden Globe und einen Grammy Awards nominierte Song Moonlight, gespielt von Sting in dem Sydney-Pollack-Film Sabrina.

### Weitere Tätigkeiten
Die Bergmans waren auch Co-Autoren bei den Musikstücken anlässlich der Eröffnungsfeierlichkeiten An American Reunion im Lincoln Memorial in Washington, D.C. 1999 wurde ein Fest der Lieder von Alan und Marilyn Bergman in der Carnegie Hall in New York präsentiert. Unter den Stars, die den Bergmans die Ehre gaben, waren Beatrice Arthur, Mary Chapin Carpenter, Freddy Cole, Cy Coleman und Michel Legrand. Der Jazz-Pianist, Hochschullehrer und Komponist Billy Taylor, zu der Zeit künstlerischer Leiter für Jazz am Kennedy Center, beauftragte Alan und Marilyn Bergman 2001 einen Jazz-Liederzyklus zu schreiben. Die im Kennedy-Center laufende Show, die mit Texten von Larry Gelbart erweitert wurde, war sehr erfolgreich. Zu einer Zusammenarbeit mit dem Komponisten Cy Coleman kam es bei Portraits in Jazz: Eine Galerie von Liedern.
2007 veröffentlichte Alan Bergman sein erstes Album als Sänger Lyrically, Alan Bergman, für das er zusammen mit seiner Frau die Texte schrieb, und das von Alan Broadbent und Jeremy Lubbock arrangiert und vom Berliner Rundfunkorchester begleitet, auf Verve Records veröffentlicht wurde. John Bush lobte das Album für Allmusic und insbesondere Bergmans exzellente Interpretationsfertigkeiten. Christopher Loudon schrieb in JazzTimes, Bergmans Stimme sei eine Offenbarung, die sowohl den alten Sinatra als auch den klugen Fred Astaire mit einem Hauch der ungewöhnlichen Verträumtheit eines Chet Baker erahnen lasse.
Eine Zusammenarbeit für fünf Songs ergab sich mit dem Komponisten Roger Kellaway für Visions of America, eine Fotosymphonie, die die Sehenswürdigkeiten und die Musik Amerikas feiert. Premiere hatte die Veranstaltung im Januar 2009 unter Mitwirkung des Philadelphia Pops Orchestra. Alan Bergman war Mitglied der Library of Congress National Film Preservation Board, der Johnny Mercer Foundation Board, der Artists’ Rights Foundation Board und der Jazz Bakery Board of Directors. Zusammen mit seiner Frau war er zudem im Executive Committee der Musikabteilung der Academy of Motion Picture Arts and Sciences.

### Barbra Streisand
Alan und Marilyn Bergman schrieben 1986 das One Voice-Konzert mit Barbra Streisand und 1994 für die Barbra Streisand Konzerttour sowie das HBO-Special Barbra Streisand: The Concert, für das sie eine Nominierung für einen CableACE Award erhielten und in zwei weiteren Kategorien nominiert waren. Streisand, die die Musik zu ihrem Filmdrama Nuts… Durchgedreht selbst geschrieben hat, wobei sie von den Bergmans unterstützt wurde, veröffentlichte 2011 ihr 33. Studioalbum, eine Sammlung von Songs ihrer langjährigen Freunde unter dem Titel What Matters Most – The Lyrics of Alan and Marilyn Bergman als Hommage an die Bergmans.

### Weitere Titel
Zu Bergmans Song-Kompositionen gehören neben den oscarnominierten Titeln Cheatin Billy, Don’t Know Where I’m Goin, I’ve Never Left Your Arms, Marriage-Go-Round, Sogni D’Oro, That Face (gesungen von Fred Astaire), You Don’t Bring Me Flowers (äußerst erfolgreich in der Version von Barbra Streisand und Neil Diamond), Baby, The Ball Is Over, So Many Stars, The Summer Knows, Where Do You Start?, On My Way to You, Ol’ MacDonald, That’s Him Over There, You Must Believe In Spring und If I Were In Love. Wichtige Alben sind Never Be Afraid und Aesop’s Fables.

### Privates
Alan Bergman war ab 1958 mit Marilyn Keith verheiratet. Sie starb im Januar 2022 im  Alter von 93 Jahren. Der Verbindung entstammt eine Tochter, Julie Bergman-Sender, die als unabhängige Filmproduzentin arbeitet. 1980 wurden Marilyn und Alan Bergman in die Songwriters Hall of Fame aufgenommen. Das Paar erhielt neben zahlreichen Auszeichnungen – darunter 2003 den ersten Preis der Johnny Mercer Foundation für ihr Lebenswerk – auch die Ehrendoktorwürde etlicher amerikanischer Universitäten. 2011 wurde Alan Bergman eine besondere Anerkennung seiner Universität, der University of North Carolina in Chapel Hill zuteil, die ihm den Alumnus Award überreichte.
Alan Bergmann starb im Juli 2025 im Alter von 99 Jahren in Los Angeles.

## Filmografie, Shows
Musikabteilung, Soundtrack
- 1955: Rin Tin Tin (Fernsehserie; Folge The White Buffalo, Texter)
- 1960, 1966: Die Perry Como Show (3 Folgen, Autor: Yellow Bird und Nice ‘n’ Easy)
- 1961: The Jo Stafford Show (Folge The Language of Love, Autor)
- 1961: The Right Approach
- 1962: The Dinah Shore Chevy Show (Autor: That Face)
- 1967: In der Hitze der Nacht (In the Heat of the Night)
- 1967: Die Lady und ihre Gauner (Fitzwilly, Text zu Make Me Rainbows)
- 1968: Thomas Crown ist nicht zu fassen (The Thomas Crown Affair, Text zu The Windmills of Your Mind)
- 1969: The Johnny Cash Show (1 Folge, Text zu Windmills of Your Mind)
- 1969: Der Swimmingpool (La Piscine, Text zu Ask Yourself Why und Run, Brother, Rabbit, Run)
- 1969: Stiletto (Text zu Sugar in the Rain)
- 1969: John und Mary (John and Mary, Text zu Maybe Tomorrow)
- 1969: Gaily, Gaily (Text zu Tomorrow Is My Friend und There’s Enough to Go Around)
- 1969: Happy End für eine Ehe (The Happy Ending,
Text zu What Are You Doing the Rest of Your Life?, Hurry Up ‘N’ Hurry Down und Something For Everybody)
- 1970: The Dean Martin Show (1 Folge, Autor: The Windmills of Your Mind)
- 1970: Die Geliebte des Priesters (Pieces of Dreams, Text zu Pieces of Dreams)
- 1970: Ich bin Vicky Leandros (Fernsehfilm, Texter: Wie sich Mühlen dreh’n im Wind)
- 1970: Sie möchten Giganten sein (Sometimes a Great Notion, Text zu All His Children)
- 1970: Bracken’s World (Fernsehserie, 15 Folgen)
- 1971: Viel Lärm um Sandy (Funny Face, Fernsehserie, 2 Folgen)
- 1972: Das war Roy Bean (The Life and Times of Judge Bean, Text zu Marmalade, Molasses and Honey)
- 1972: The Sandy Duncan Show (Fernsehserie, 2 Folgen)
- 1972–1978: Maude (Fernsehserie, 139 Folgen)
- 1973: Frank Sinatra: Ol’ Blue Eyes Is Back (Dokumentation, Autor: Nice and Easy)
- 1973: So wie wir waren (VT: Cherie Bitter, OT: The Way We Were, Text zu The Way We Were)
- 1974–1979: Good Times (Fernsehserie, 133 Folgen)
- 1975: Doris Day Today (Fernsehfilm, Autor: The Way We Were)
- 1975: The Benny Hill Show (1 Folge, Autor: Sweet Gingerbread Man)
- 1975: Die Ballkönigin (romantisches Drama, Queen of the Stardust Ballroom,
Text zu Pennies and Dreams, Suddenly, There’s You, A Big Mistake, Who Gave You Permission, I Love To Dance)
- 1976: Und morgen wird ein Ding gedreht (Harry and Walter Go to New York)
- 1976: A Star Is Born (Text zu I Believe In Love)
- 1976: Sybil (Fernseh-Miniserie, 2 Folgen)
- 1976, 1977: The Sonny and Cher Show (2 Folgen, Autor: The Way We Were, Text: The Windmills of Your Mind)
- 1976–1985: Imbiß mit Biß (Alice, Fernsehserie, 202 Folgen)
- 1977: Neil Diamond: I’m Glad You’re Here with Me Tonight (Dokumentation, Autor: You Don’t Bring Me Flowers)
- 1977: Die Muppet Show (Folge Don Knotts, Text zu Sweet Gingerbread Man und The Windmills of Your Mind)
- 1978: Nächstes Jahr, selbe Zeit (Same Time, Next Year, Text zu The Last Time I Felt Like This)
- 1979: … und Gerechtigkeit für alle (…And Justice for All, Text zu Something Funny Goin’ On)
- 1979: Auf ein Neues (Starting Over, Text zu The Way We Were)
- 1980: Fame – Der Weg zum Ruhm (Fame, Text zu The Way We Were)
- 1980: Melvin und Howard (Melvin and Howard, Text zu The Windmills of Your Mind)
- 1980: Jahreszeiten einer Ehe (A Change of Seasons, Text zu Where Do You Catch The Bus For Tomorrow?)
- 1981: Ein jeglicher wird seinen Lohn empfangen … (Les Uns et les Autres, Text zu Serenade for Sarah)
- 1982: Geliebter Giorgio (Yes, Giorgio, Text zu If We Were In Love)
- 1982: Tootsie (Text zu It Might Be You)
- 1982: Zwei dicke Freunde (Best Friends, Text zu How Do You Keep The Music Playing?, Think About Love)
- 1983: Sag niemals nie (Never Say Never Again, Text zu Never Say Never Again)
- 1983: Yentl (Text zu Where Is It Written?, Papa, Can You Hear Me?, This Is One of Those Moments, No Wonder,
The Way He Makes Me Feel, Tomorrow Night, Will Someone Ever Look at Me That Way?, No Matter What Happens, A Piece of Sky)
- 1983: Frauen waren sein Hobby (The Man Who Loved Women, Text zum Themensong Little Boys)
- 1987: Shy People – Bedrohliches Schweigen (Shy People, Text zu The Way We Were)
- 1988: Big (Text zu The Way We Were)
- 1988: Im Zeichen der Jungfrau (The January Man, Text zu I Know The Feeling)
- 1988–1995: In der Hitze der Nacht (In the Heat of the Night, Fernsehserie, 100 Folgen, Text zu In the Heat of the Night)
- 1989: Die Indianer von Cleveland (Major League, Text zu Most of All You)
- 1989: Shirley Valentine – Auf Wiedersehen, mein lieber Mann (Shirley Valentine, Text zu The Girl Who Used to Be Me)
- 1991: Switch – Die Frau im Manne (Switch, Text zu It’s All There)
- 1991: Die nackte Kanone 2½ (The Naked Gun 2½: The Smell of Fear, Text zu The Way We Were)
- 1991: For the Boys – Tage des Ruhms, Tage der Liebe (For the Boys, Autor: Dreamland)
- 1991–1993: Brooklyn Bridge (Fernsehserie, 33 Folgen)
- 1992, 1993: The Powers That Be (Fernsehserie, 4 Folgen)
- 1995: Barbra: The Concert (Dokumentation, Autor: You Don’t Bring Me Flowers und Text zu The Way We Were, Ordinary Miracles,
Where Is It Written, Papa, Can You Hear Me?, Will Someone Ever Look At Me That Way?, A Piece Of Sky)
- 1995: Kaffee, Milch und Zucker (Boys on the Side, Autor: The Way We Were)
- 1995: Sabrina (Text zu Moonlight und How Can I Remember?)
- 1995: Waiting to Exhale – Warten auf Mr. Right (Waiting to Exhale, Text zu It Might Be You)
- 1996: Twister (Text zu Love Affair)
- 1996: Bogus (Text zu The Best of Friends)
- 1997: Washington Square (VT: Die Erbin vom Washington Square, Text zu The Tale Of the String)
- 1999: Auf den ersten Blick (At First Sight, Text zu Love Is Where You Are)
- 1999: Die Thomas Crown Affäre (The Thomas Crown Affair, Autor: The Windmills of Your Mind)
- 2000: Next Friday (Autor: Good Times)
- 2002: Austin Powers in Goldständer (Austin Powers in Goldmember, Autor: Papa, Can You Hear Me?)
- 2003: Ein ungleiches Paar (The In-Laws, Autor: The Way We Were)
- 2003: School of Rock (The School of Rock, Good Times (Thema))
- 2003–2006: American Idol: The Search for a Superstar (4 Folgen, Autor: The Way We Were, It Might Be You,
What Are You Doing the Rest of Your Life)
- 2004: Connie und Carla (Connie and Carla, Autor: Papa, Can You Hear Me?)
- 2005: Breakfast on Pluto (Text zu The Windmills of Your Mind)
- 2007: Kann das Liebe sein? (Je crois que je l’aime, Text zu The Windmills of Your Mind)
- 2008: American Masters (2 Folgen, 2000: Sidney Poitier Autor: In the Heat of the Night,
2008: Tony Bennett, Text zu How Do You Keep the Music Playing)
- 2009: Happy Tears (Autor: The Way We Were)
- 2009: Johnny Mercer: The Dream’s on Me (Dokumentation)
- 2010: One Night Only: Barbra Streisand and Quartet at the Village Vanguard – September 26, 2009
(Video, Text zu Where Do You Start, The Way We Were, Zugaben)
- 2010: Michel Legrand and Friends (TV Special – Erinnerungen an What Are You Doing the Rest of Your Life?,
 His Eyes, Her Eyes, How Do You Keep the Music Playing?, Summer Me, Winter Me, The Windmills of Your Mind)
- 2011–2013: The Tonight Show with Jay Leno (5 Folgen, Text zu You Don’t Bring Me Flowers, The Way We Were, What Are You Doing the Rest of Your Life?)
- 2012: The Sapphires (Autor: Yellow Bird)
- 2012: Killing Them Softly (Autor: The Windmills of Your Mind)
- 2013: Sag nicht, wer du bist! (Tom à la ferme, Text zu The Windmills of Your Mind)
- 2013: Anchorman – Die Legende kehrt zurück (Anchorman 2: The Legend Continues, Autor: It Might Be You)
- 2015: Focus (Autor: The Windmills of Your Mind)
- 2017: If You’re Not in the Obit, Eat Breakfast (Dokumentation, Text zu Just Getting Started)
- 2017: Stranger Things (Fernsehserie, Folge Chapter Nine: The Gate, Autor: The Way We Were)

## Auszeichnungen (Auswahl)
Oscargewinner zusammen mit seiner Frau Marilyn und …
- Oscarverleihung 1969: Michel Legrand mit dem Song The Windmills of Your Mind
für den Film Thomas Crown ist nicht zu fassen
- Oscarverleihung 1974: Marvin Hamlisch mit dem Song The Way We Were
für den Film So wie wir waren
- Oscarverleihung 1984: Michel Legrand in der Kategorie „Beste Filmmusik“ für den Film Yentl

Oscarnominierungen zusammen mit seiner Frau Marilyn und …
- Oscarverleihung 1970: Michel Legrand mit dem Song What Are You Doing for the Rest of Your Life?
für den Film Happy End für eine Ehe
- Oscarverleihung 1971: Michel Legrand mit dem Song Pieces of Dreams
für den Film Die Geliebte des Priesters
- Oscarverleihung 1972: Henry Mancini mit dem Song All His Children
für den Film Sie möchten Giganten sein
- Oscarverleihung 1973: Maurice Jarre mit dem Song Marmalade, Molasses & Honey
für den Film Das war Roy Bean
- Oscarverleihung 1984: Michel Legrand mit den Songs
Papa, Can You Hear Me? und The Way He Makes Me Feel aus dem Film Yentl
- Oscarverleihung 1979: Marvin Hamlisch mit dem Song The Last Time I Felt Like This
für den Film Nächstes Jahr, selbe Zeit
- Oscarverleihung 1980: David Shire mit dem Song I’ll Neer Say ‘Goodbye’
für den Film The Promise
- Oscarverleihung 1983: Dave Grusin mit dem Song It Might Be You
für den Film Tootsie
- Oscarverleihung 1983: John Williams mit dem Song If We Were In Love
für den Film Geliebter Giorgio
- Oscarverleihung 1983: Michel Legrand mit dem Song How Do You Keep the Music Playing
für den Film Zwei dicke Freunde
- Oscarverleihung 1984: Michel Legrand mit dem Song The Way He Makes Me Feel
für den Film Yentl
- Oscarverleihung 1984: Michel Legrand mit dem Song Papa, Can You Hear Me?
für den Film Yentl
- Oscarverleihung 1990: Marvin Hamlisch mit dem Song The Girl Who Used to Be Me
für den Film Shirley Valentine – Auf Wiedersehen, mein lieber Mann
- Oscarverleihung 1996: John Williams und dem Song Moonlight
für den Film Sabrina

Golden Globe Award

Gewinner zusammen mit seiner Frau Marilyn und …
- 1969: Michel Legrand, Song: The Windmills of Your Mind, Film: Thomas Crown ist nicht zu fassen
- 1974: Marvin Hamlisch, Song: The Way We Were, Film: So wie wir waren

nominiert zusammen mit seiner Frau Marilyn und …
- 1970: Michel Legrand, Song: What Are You Doing the Rest of Your Life?, Film: Happy End für eine Ehe
- 1971: Michel Legrand, Song: Pieces of Dreams, Film: Die Geliebte des Priesters
- 1972: Laurence Rosenthal, Song: Rain Falls Anywhere It Wants To, Film: Seine Majestät, der Elefant
- 1973: Maurice Jarre, Song: Marmalade, Molasses and Honey, Film: Das war Roy Bean
- 1973: Johnny Mandel, Song: Take Me Home, Film: Molly und der Gesetzlose
- 1974: Michel Legrand, Song: Breezy’s Song, Film: Begegnung am Vormittag
- 1977: Elmer Bernstein, Song: Hello and Goodbye, Film: Zwischen Zwölf und Drei
- 1979: Marvin Hamisch, Song: The Last Time I Felt Like This, Film: Nächstes Jahr, selbe Zeit
- 1983: John Williams, Song: If We Were in Love, Film: Geliebter Giorgio
- 1984: Michel Legrand, Song: The Way He Makes Me Feel, Film: Yentl
- 1984: Michel Legrand, Kategorie: Beste Original-Filmmusik, Film: Yentl
- 1990: Marvin Hamlisch, Song: The Girl Who Used to Be Me, Film: Shirley Valentine – Auf Wiedersehen, mein lieber Mann
- 1996: John Williams, Song: Moonlight, Film: Sabrina

Primetime Emmys

Gewinner zusammen mit seiner Frau Marilyn und …
- 1977: Leonard Rosenman, Fernseh-Miniserie: Sybil
für herausragende Leistungen in der Musikzusammensetzung mit Unterstreichung der dramatischen Momente
- 1995: Marvin Hamlisch für den Song Ordinary Miracles aus der Dokumentation: Barbra: The Concert
für herausragende individuelle Leistungen im Bereich Musik und Text
- 1999: Marvin Hamlisch für den Song A Ticket To Dream aus der Dokumentation AFI’s 100 Years… 100 Movies: America’s Greatest Movies für hervorragende Musik und Texte

nominiert zusammen mit seiner Frau Marilyn und …
- 1975: Billy Goldenberg, Film: Die Ballkönigin
für herausragende Leistungen im musikalischen Bereich und in der Musikzusammensetzung
- 1992: Marvin Hamlisch, Fernsehserie Brooklyn Bridge, Epis. When Irish Eyes are Smiling
für herausragende individuelle Leistungen in der Hauptthemenmusik
- 2001: Marvin Hamlisch für den Song On The Way to Becoming Me aus der Dokumentation
AFI Life Achievement Award: A Tribute to Barbra Streisand für hervorragende Musik und Texte

Grammy Awards
- 1975: Gewinner zusammen mit Marilyn Bergman und Marvin Hamlisch in der Kategorie „Bester Originalsong für einen Film“ The Way We Were
- 1978: nominiert zusammen mit Kenny Ascher, Marilyn Bergman, Rupert Holmes, Leon Russell, Barbra Streisand, Donna Weiss, Paul Williams, Kenny Loggins in der Kategorie „Bestes Album mit Originalpartituren für einen Film oder ein Fernsehspecial“ für A Star Is Born
- 1985: nominiert zusammen mit Michel Legrand und Marilyn Bergman in der Kategorie „Bestes Album mit Instrumentalpartitur“ für Yentl
- 1990: nominiert zusammen mit Marilyn Bergman und Marvin Hamlisch in der Kategorie „Bestes Lied speziell für Film oder Fernsehen“ mit dem Song The Girl Who Used to Be Me für den Film Shirley Valentine – Auf Wiedersehen, mein lieber Mann
- 1997: nominiert zusammen mit John Williams und Marilyn Bergman in der Kategorie „Bestes Lied speziell für Film oder Fernsehen“ mit dem Song Moonlight für den Film Sabrina

BAFTA Film Awards
- 1978 nominiert für den Anthony Asquith Award für Filmmusik zusammen mit Paul Williams, Barbra Streisand, Kenneth Ascher, Rupert Holmes, Leon Russell, Kenny Loggins, Marilyn Bergman, Donna Weiss – Kategorie „Beste Filmmusik“: A Star Is Born
- 1984: nominiert für den BAFTA Film Award zusammen mit Dave Grusin und Marilyn Bergman für den Song aus dem Film Tootsie

American Society of Composers, Authors and Publishers (ASCAP)
- 1987: ASCAP Award zusammen mit Marilyn Bergman und Marvin Hamlisch für den Song The Way We Were

CableACE Award
- 1995: Gewinner zusammen mit Marilyn Bergman und Marvin Hamlisch in der Kategorie „Bester Original-Song“ Ordinary Miracles aus der Dokumentation Barbra: The Concert
- 1995: nominiert zusammen mit Marilyn Bergman in der Kategorie „Entertainment-Spezial“ für die Dokumentation Barbra: The Concert
- 1995: nominiert zusammen mit Martin Ehrlichman, Gary Smith, Dwight Hemion, Barbra Streisand und Marilyn Bergman in der Kategorie „Musical-Spezial“ mit der Dokumentation Barbra: The Concert

Palm Springs International Film Festival
- 2000: Gewinner des Frederick Loewe Award für Filmkomposition zusammen mit Marilyn Bergman

World Soundtrack Awards
- 2004: Gewinner des Lifetime Achievement Award zusammen mit Marilyn Bergman

Publicists Guild of Ameria
- 2016: Gewinner Special Award of Merit zusammen mit Marilyn Bergman